# .tk
.tk – krajowa domena najwyższego poziomu przypisana do Tokelau (terytorium zależne Nowej Zelandii).

## Darmowe domeny
Operator Dot TK umożliwia rejestrowanie bezpłatnych nazw domeny. Przed 30 czerwca 2008 wyświetlał banner reklamowy na serwisach podłączonych do nich. Od 21 grudnia 2009 można także rejestrować za darmo domeny odwołujące się do własnego serwera DNS lub adresu IP (rekord NS lub A). Jednak aby uniknąć cybersquattingu, na darmowe zarejestrowane domeny musi zostać odnotowane co najmniej 25 wejść w ciągu 90 dni, inaczej zostaną skasowane. Niemożliwe jest również zarejestrowanie darmowej domeny składającej się z mniej niż czterech znaków, będących znakiem towarowym lub jeśli jest „szczególnie atrakcyjna”. Tych ograniczeń pozbawione są płatne rejestracje.
W kwietniu 2010 Dot TK uruchomił serwis dla użytkowników Twittera oferujący skracanie linków.
W 2012 roku domena .tk jest nadal bezpłatna, lecz dodano zabezpieczenie przed fikcyjnymi kontami w postaci przedłużania konta poprzez panel administracyjny na stronie dystrybutora.

## Raport McAfee
W raporcie McAfee pt. „Mapping the Mal Web” z 2007 domena .tk została uznana za najbardziej niebezpieczną (10,1% zarejestrowanych w niej serwisów zawierało złośliwe oprogramowanie). Jednak według raportu z 2008 liczba witryn z niebezpiecznym oprogramowaniem zmalała (domena.tk spadła na 28. pozycję).